# Karl Grammann

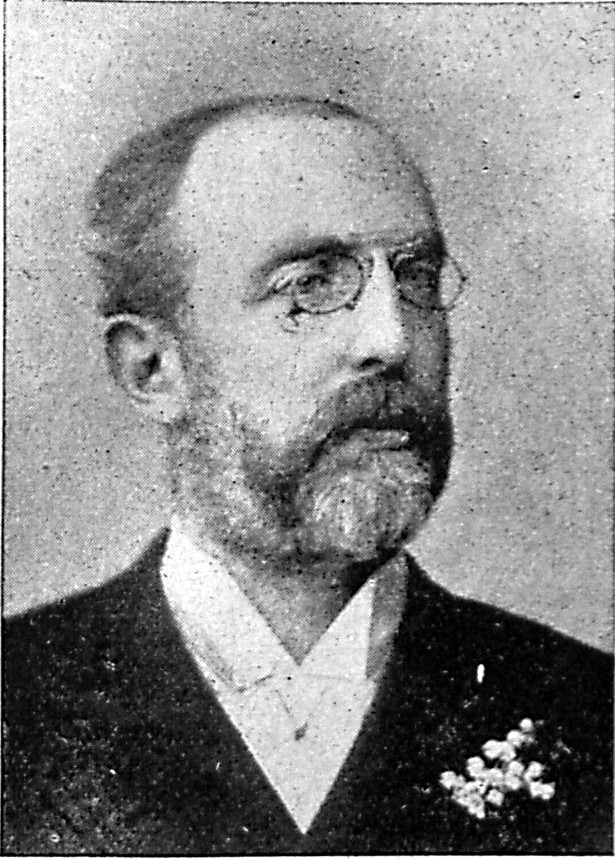
Karl Grammann

Christian Heinrich Karl Grammann (auch: Carl, * 3. Juni 1842 in Lübeck; † 30. Januar 1897 in Dresden) war ein bedeutender Komponist der spätromantischen Richtung in Wien und Dresden.

## Leben

### Herkunft
Grammann kam 1842 als Sohn des Kaufmanns Alexander Grammann (* 1813 in Turku; † 1873 in Lübeck) und seiner Frau Emma, geb. Marty in Lübeck zur Welt. Über die Familie Marty waren die Grammanns mit der Familie Mann verschwägert. Sein Geburtshaus Beckergrube 52 wurde 1881 von Thomas Johann Heinrich Mann, dem Vater von Thomas Mann und Heinrich Mann, erworben.

### Laufbahn
Grammann hatte während seiner Jugend zunächst den Willen seiner Neigung zu folgen, auf Weisung seines Vaters zurückzudrängen und an den Universitäten in Bonn und Halle ein Studium der Landwirtschaft zu absolvieren.
Der Fürsprache Emanuel Geibels, der mit der Familie Grammann befreundet und weitläufig verwandt war, war es zu verdanken, dass sich Gramman der Musik widmen durfte. Einer seiner frühesten Kompositionsversuche, das Nachtigallenterzett, dem Verse Geibels zugrunde lagen, wurde erstmals in der Wohnung des Dichters gesungen und fand einen derartigen Beifall, dass Geibel bei seinem Vater ein gutes, und vor allem wirksames Wort bei diesem für seinen Sohn einlegte. Als sich dann auch Julius Rietz (Dresden) und Carl Reinecke (Leipzig) günstig bzgl. seiner Begabung aussprachen, durfte dieser endlich im Alter von 25 Jahren das Conservatorium in Leipzig besuchen. Dort arbeitete er das Terzett um und ließ es als Opus 4 im Lübecker Verlag Kaibel erscheinen. Ebenfalls noch während seines Studiums, das bis 1871 andauern sollte, entstand 1870 in vaterländischer Begeisterung für einen Männerchor oder einer Singstimme mit Klavier die Vertonung von Geibels Kriegslied „Empor mein Volk“.
Nach Beendigung seines Studiums ging Grammann als freischaffender Komponist nach Wien. Von seinen späteren Liedern sollte nur noch eines, „Mein Herz ist wie die dunkle Nacht“ op. 36,1, einen Geibelschen Text haben. Innerlich blieb er aber dem Dichter verbunden. Der tiefe Eindruck, den Geibels Tod 1884 auf ihn hinterließ, verdichtete sich musikalisch zu der „Dem Manen Emanuel Geibels“ gewidmeten Klavierfantasie f-Moll op. 50. Als deren Motto waren ihm die Verse des Dichters „Wenn einer starb, den du geliebt hienieden“ vorangestellt.
Ab 1885 war der Komponist in Dresden tätig. Nach seinem Tod 1897 wurde er auf dem Burgtorfriedhof in Lübeck beigesetzt.
Grammann komponierte Instrumentalwerke sowie Opern. Er besaß eine Bibliothek mit französischer Belletristik, die seine Schwester nach seinem Tod der königlichen öffentlichen Bibliothek übergab.

## Werke (Auswahl)
- 1875: Melusine – romantische Oper in drei Akten, op. 24, Uraufführung am 25. September 1875 im Hoftheater Wiesbaden
- 1881: Thusnelda und der Triumphzug des Germanicus – romantische Oper, op. 29, in Dresden uraufgeführt
- 1882: Das Andreasfest – romantische Oper in drei Aufzügen, op. 35, in Dresden uraufgeführt
- 1894: Ingrid – Oper in zwei Akten, op. 57
- 1894: Das Irrlicht – Oper in einem Akt, op. 58